# Castellet-lès-Sausses
Castellet-lès-Sausses – miejscowość i gmina we Francji, w regionie Prowansja-Alpy-Lazurowe Wybrzeże, w departamencie Alpy Górnej Prowansji.

## Demografia
Według danych na rok 1990 gminę zamieszkiwało 119 osób, a gęstość zaludnienia wynosiła 2 osoby/km². W styczniu 2015 r. Castellet-lès-Sausses zamieszkiwały 124 osoby, przy gęstości zaludnienia wynoszącej 2,1 osób/km².